# Atsimo-Atsinanana

Die Region Atsimo-Atsinanana liegt im Südosten Madagaskars

Atsimo-Atsinanana (übersetzt: Süd-Ost) ist eine der 22 Regionen Madagaskars. Es gehört zur (ehemaligen) Provinz  Fianarantsoa im Südosten der Insel. Im Jahr 2014 lebten 923.000 Einwohner in der Region.

## Geographie
Die Region Atsimo-Atsinanana hat eine Fläche von 18.863 km². Hauptstadt ist Farafangana.

## Verwaltungsgliederung
Die Region Atsimo-Atsinanana ist in 5 Distrikte aufgeteilt:
- Befotaka
- Farafangana
- Midongy
- Vangaindrano
- Vondrozo

## Natur
In der Region befindet sich der Nationalpark Midongy du Sud und das Naturreservat Manombo.